# Макарівський (пам'ятка природи)
Макарівський — ботанічна пам'ятка природи місцевого значення. Об'єкт розташований на території Бобринецького району Кіровоградської області, поблизу с. Солонцюватка.
Площа — 6,3 га, статус отриманий у 1989 році.